# 関義哉
関 義哉（せき よしや、1989年4月7日 - ）は、日本の男性歌手、J-pop、ダンサー、タレント。京都府京都市出身。身長171cm。京都府立洛北高等学校、滋賀大学経済学部卒業。
男性アイドルグループ新選組リアンの元メンバー。同グループではリーダーを務めていた。

## 略歴
2009年、島田紳助プロデュースの京都を中心とする地域密着型の大学生5人組アイドルユニット・新選組リアンのメンバーに選ばれ芸能界デビュー。メンバーの中で唯一京都府出身であり、かつ唯一国立大学に在学していた。
2010年4月から『紳助社長のプロデュース大作戦!』にレギュラー出演。同番組内で民宿の手伝いをしていたメンバーが「ビーチボーイズ」として2011年7月にCDデビューした際、その責任者に任命された。
2010年11月から森公平に代わり新選組リアンの新リーダーとなった。
2012年7月、出演舞台『信長』の稽古中に足首を剥離骨折し降板。代役を榊原徹士が務めた。
2013年3月　滋賀大学経済学部を卒業。メンバーの中で最初に大学の卒業について言及した。
2014年10月に新選組リアンが解散。解散後は自身の兄と弟と組んでるユニット「イーワイエス」として音楽活動。
2015年2月　「イーワイエス」1Man イベント「YES I do!!! vol.1」をスタート。
2015年10月　1stアルバム「YES I do!!! 」をリリース。初のツアー、東京・京都にて300人動員レコ発ライブを成功。
2016年全国各地（山形、東京、横浜、埼玉、愛知、金沢、大阪、神戸、奈良、沖縄）へライブとCDを届ける。
2017年　12月　両A面シングル「SHOUT OUT/ホームタウンシティ」リリース。
出身地である京都の山科区認定”山科きずな支援事業”区のキャラクター坂上田村麻呂ヒーロー”マーロウ”のテーマソングとして「SHOUT OUT」山科ダンスのテーマ曲として「ホームタウンシティ」が起用される。
2018年　4月　2ndアルバム「心想グラデーション」を「イーワイエス」としてリリース。
2018年　TOUＲ2018 "Gradation"（京都、東京、名古屋、大阪）の開催を成功。
2018年　9月　Yoshiya Seki １Man LIVE  ＠someno kyotoを皮切りにソロでの活動を再開。
2019 年 「イーワイエス」結成5周年ライブで 300 名動員。
2019年　8月　関義哉が全曲 作詞・作曲を手がけた10曲入りのNew Album 『Together As One』 リリース。
大阪、東京、京都にてリリース ワンマンLIVEを開催。
2019年　10月「新選組リアン」デビュー 10 周年 一夜限りの再結成ライブで 1,200 人動員。
2020年　2月　New Single 『LIEN』 リリース
舞台「SING」＠ヒューリックホール東京  ゲスト出演。
京都市音楽芸術文化振興財団「京都市東部文化会館」から依頼を受け、初の個展「祝福の源」を開催。
初の冠番組「大根 雄馬と関 義哉のONEラジ！」＠ラジオ関西にてレギュラーラジオ番組開始。
2020年　「山科ダンス」「山科リモート音楽祭」YouTubeにて発信。※山科区認定”山科きずな支援事業”
2021年　兄である関栄理哉が作詞作曲した「サクラブレンド」のカバー曲を配信リリース
朗読劇「私の道しるべ」＠東京 サンモールスタジオ   出演。
2021年　2月　イーワイエス「GOODVINE」７曲入りワーシップカバーアルバムをリリース。
2021年　3月　京都市東部文化会館にてイーワイエス７周年ライブを開催。地元京都のホールにてフルバンドでの開催を成功。
2022年7月3日、一般女性との結婚を発表。

## 人物
- 趣味はゴルフ・ギター[1]。特技はボイスパーカッションで[1]、新選組リアンの2ndシングル「本当に僕でいいんですか」などで披露している。大学ではアカペラサークルに所属していた[8]。
- 尊敬する人物は両親とCHEMISTRYの堂珍嘉邦[8]。
- 父親は「京都グレースバイブルチャーチ」の牧師であり、自身も2002年にクリスチャン（プロテスタント）の洗礼を受けている[9]。選考合宿の際も「クリスチャンのためお経などは出来ない」と述べた。

## 出演
※グループでの活動は、新選組リアンを参照。

### バラエティ
- 紳助社長のプロデュース大作戦!（2010年4月 - 2011年8月、TBS） - 秘書として出演
- エクササイズチャンネルTV（2014年4月 - 12月、Stickam JAPAN!）
- ブサイク☆キングダム（2014年12月 - 、Ameba Studio）

### 舞台
- ふしぎ遊戯〜青龍編〜（2012年4月 - 5月、博品館劇場）
- 死神姫の再婚（2013年3月、全労済ホールスペース・ゼロ） - ティルナード 役
- 超青春合唱コメディ『SING!』（2013年6月、東京芸術劇場/世界館） - 主演・乙貝高志 役
- 言いたいことも言えない、小さな夢も見れない、汚い嘘や言葉で操られたくない、真っ直ぐに向き合う現実に誇りを持ちたいだけだから（2014年6月4日 - 8日、シアターサンモール）
- ミリオンダラー・ヒストリー（2014年8月13日-17日、天王洲 銀河劇場） - ジェロム役